# Myanmar International 1999
Die Myanmar International 1999 im Badminton als offene internationale Meisterschaften von Myanmar fanden vom 18. bis zum 22. Januar 1999 in Rangun statt.

## Sieger und Platzierte
| Disziplin    | Gold                                  | Silber                         | Bronze                            |
| ------------ | ------------------------------------- | ------------------------------ | --------------------------------- |
| Herreneinzel | Boonsak Ponsana                       | Anupap Thiraratsakul           | Theam Teow Lim                    |
| Herreneinzel | Boonsak Ponsana                       | Anupap Thiraratsakul           | Ramesh Nathan                     |
| Dameneinzel  | Li Li                                 | Fatimah Kumin Lim              | Mar Oo Swe                        |
| Dameneinzel  | Li Li                                 | Fatimah Kumin Lim              | Hnin El Khine                     |
| Herrendoppel | Patapol Ngernsrisuk Sudket Prapakamol | Chan Huan Chun Hong Chieng Hun | Htin Paing Win Zaw                |
| Herrendoppel | Patapol Ngernsrisuk Sudket Prapakamol | Chan Huan Chun Hong Chieng Hun | Patrick Lau Kim Pong Amon Santoso |
| Damendoppel  | Fatimah Kumin Lim Li Li               | Thida Zan Moe Mar Oo Swe       | Maw Maw Htwe Kharn Nan            |
| Damendoppel  | Fatimah Kumin Lim Li Li               | Thida Zan Moe Mar Oo Swe       | Mya Thant Aye Thyu Thyu Nan       |
| Mixed        | Amon Santoso Li Li                    | Win Zaw Thida Zan Moe          | Lwin Aung Htwe Kharn Nan          |
| Mixed        | Amon Santoso Li Li                    | Win Zaw Thida Zan Moe          | Ye Min Aung Mar Oo Swe            |